# Pissonotus marginatus
Pissonotus marginatus är en insektsart som beskrevs av Van Duzee 1897. Pissonotus marginatus ingår i släktet Pissonotus och familjen sporrstritar. Inga underarter finns listade i Catalogue of Life.